# Drochtersen
Drochtersen è un comune di 11 086 abitanti, della Bassa Sassonia, in Germania.
Appartiene al circondario (Landkreis) di Stade (targa STD).